# Числовий ребус
Числови́й ре́бус, арифмети́чний ре́бус, криптаритм (cryptarithm), альфаметик (alphametic) — математична головоломка, приклад арифметичної дії, де всі або деякі цифри замінено літерами, зірочками або іншими символами. Завдання полягає у тому, щоб відновити початковий запис прикладу.
Числові ребуси бувають декількох видів, наприклад:
- Цифри у записі обчислення замінено буквами; однакові букви відповідають однаковим цифрам. Букви можуть утворювати слова.
- Деякі цифри в записі замінено зірочками.
- В одному прикладі можуть використовуватися і літери, і зірочки.

Завдання зводиться до відновлення повного запису обчислень.
Деякі числові ребуси мають кілька варіантів розв'язання. При розгадуванні числових ребусів, як правило, ставиться умова перевірка всіх можливих варіантів.
Числові ребуси використовують для розвитку логічного мислення школярів, оскільки їх розв'язування будується на логічних міркуваннях.

## Приклад
Класичний приклад, опубліковано в липні 1924 року в журналі Strand Magazine:
{\displaystyle {\begin{matrix}&&{\text{S}}&{\text{E}}&{\text{N}}&{\text{D}}\\+&&{\text{M}}&{\text{O}}&{\text{R}}&{\text{E}}\\\hline =&{\text{M}}&{\text{O}}&{\text{N}}&{\text{E}}&{\text{Y}}\\\end{matrix}}}
Єдиний розв'язок: 9567 + 1085 = 10652.
Приклад на українській мові:
{\displaystyle {\begin{matrix}&&&&&{\text{Д}}&{\text{В}}&{\text{А}}\\&{\text{x}}&&&&{\text{Д}}&{\text{В}}&{\text{А}}\\\hline &{\text{=}}&{\text{Ч}}&{\text{О}}&{\text{Т}}&{\text{И}}&{\text{Р}}&{\text{И}}\\\end{matrix}}}
Єдиний розв'язок:  739 х 739 = 546121.